# Ipas México
Ipas México es una organización no lucrativa mexicana. Filial a la organización global Ipas creada en 1973, busca incrementar la capacidad de las mujeres para ejercer sus derechos sexuales y reproductivos y el derecho a decidir.
Su trabajo involucra la eliminación del aborto inseguro, así como las muertes y lesiones causadas por éste, y por ampliar el acceso de las mujeres a servicios de atención integral del aborto, incluidos los servicios de anticoncepción y salud reproductiva. También realizan actividades de investigación académica en torno a estos fenómenos publicando informes y artículos arbitrados, así como el estudio de las condiciones en que ocurre, por ejemplo, la actuación de profesionales de la medicina.
Integra distintas coaliciones nacionales e internacionales multisectoriales como la Alianza Nacional por el Derecho a Decidir, el Comité Promotor por una Maternidad Segura y el Consorcio Latinoamericano contra el aborto inseguro, entre otras.

## Distinciones que otorga
Ipas México otorga anualmente el Premio "Conchita Palacios" a activistas, periodistas y organizaciones que trabajan por los derechos de las mujeres.